# Marathon van Houston 1984
De marathon van Houston 1984 vond plaats op zondag 15 januari 1984. Het was de twaalfde editie van deze marathon.
De marathon werd bij de mannen een overwinning voor de Engelsman Charles Spedding in 2:11.54. Hij finishte in dezelfde tijd als de Italiaan Massimo Magnani. De Amerikaan Mark Finucane kwam slechts een seconde later over de finish. Bij de vrouwen behaalde de Noorse Ingrid Kristiansen haar tweede achtereenvolgende zege in 2:27.51. Ze had een grote voorsprong op de rest van het veld. Beide overwinnaars ontvingen $ 20.000 voor hun eerste plaats.
In totaal finishten er 2093 marathonlopers, waarvan 1817 mannen en 276 vrouwen.

## Uitslagen

### Mannen
| rang   | naam               | land | tijd    |
| ------ | ------------------ | ---- | ------- |
| Goud   | Charles Spedding   | ENG  | 2:11.54 |
| Zilver | Massimo Magnani    | ITA  | 2:11.54 |
| Brons  | Mark Finucane      | USA  | 2:11.55 |
| 4      | John Wellerding    | USA  | 2:12.06 |
| 5      | Oyvind Dahl        | NOR  | 2:12.45 |
| 6      | Fred Torneden      | USA  | 2:12.52 |
| 7      | Michael Spöttel    | FRG  | 2:12.53 |
| 8      | Andreas Weniger    | FRG  | 2:13.07 |
| 9      | Gianpaolo Messina  | ITA  | 2:13.15 |
| 10     | Martin J. Mccarthy | ENG  | 2:13.25 |
| 11     | Martti Kiilholma   | FIN  | 2:13.31 |
| 12     | Dean Matthews      | USA  | 2:16.05 |
| 13     | Ed Eyestone        | USA  | 2:16.21 |
| 14     | Michael Buhmann    | USA  | 2:16.41 |
| 15     | Steve Stonecipher  | USA  | 2:16.46 |
| 16     | John Halberstadt   | RSA  | 2:16.50 |
| 17     | Linn Whatcott      | USA  | 2:16.54 |
| 18     | Michael Dyon       | CAN  | 2:16.59 |
| 19     | Muya Wachira       | CAN  | 2:17.05 |
| 20     | David Odom         | USA  | 2:17.13 |
| 21     | Mark Anderson      | USA  | 2:17.32 |
| 22     | Robert Hodge       | USA  | 2:17.33 |
| 23     | Geoffrey Moore     | AUS  | 2:17.58 |
| 24     | Fred Klinge        | USA  | 2:18.15 |
| 25     | Rick Roybal        | USA  | 2:18.30 |

### Vrouwen
| rang   | naam               | land | tijd    |
| ------ | ------------------ | ---- | ------- |
| Goud   | Ingrid Kristiansen | NOR  | 2:27.51 |
| Zilver | Jenni Spangler     | USA  | 2:37.01 |
| Brons  | Janis Klecker      | USA  | 2:37.40 |
| 4      | Jenni Peters       | USA  | 2:39.43 |
| 5      | Ellen Hart         | USA  | 2:40.37 |
| 6      | Sissel Grottenberg | NOR  | 2:41.42 |
| 7      | Susan Schneider    | USA  | 2:43.48 |
| 8      | Kathy Molitor      | USA  | 2:43.50 |
| 9      | Emma Scaunich      | ITA  | 2:45.07 |
| 10     | Kitty Consolo      | USA  | 2:49.46 |
| 11     | Betty Conover      | USA  | 2:50.18 |
| 12     | Patti Catalano     | USA  | 2:50.35 |
| 15     | Vickie Smith       | USA  | 2:51.52 |

1972 ·
1973 ·
1974  ·
1975 ·
1976 ·
1977 ·
1978 ·
1979 ·
1980 ·
1981 ·
1982 ·
1983 ·
1984 ·
1985 ·
1986 ·
1987 ·
1988 ·
1989 ·
1990 ·
1991 ·
1992 ·
1993 ·
1994 ·
1995 ·
1996 ·
1997 ·
1998 ·
1999 ·
2000 ·
2001 ·
2002 ·
2003 ·
2004 ·
2005 ·
2006 ·
2007 ·
2008 ·
2009 ·
2010 ·
2011 ·
2012 ·
2013 ·
2014 ·
2015 ·
2016 ·
2017